# 青春サッカー場
青春サッカー場（せいしゅんサッカーじょう、中国語:青春足球场）は、中華人民共和国山東省青島市城陽区靖城路1号にあるサッカースタジアム。

## 概要
2019年3月15日、中国サッカー協会は2023年のAFCアジアカップ開催地として立候補し、同年6月4日、アジアサッカー連盟(AFC)は開催地を中国に決定した。AFCと中国サッカー協会による調査を経て、同年12月28日、中国サッカー協会は青島を含む10都市でアジアカップを開催すると発表した。しかし青島にはAFCの基準を満たす競技場がなかったため、青島市人民政府は50,000人収容のプロサッカースタジアム「青春サッカー場」の建設を決定した。
2020年7月31日に着工し、2023年4月8日に完成、4月25日開業した。当初2023年のAFCアジアカップ2023の会場として建設されたが、新型コロナウイルス流行により中国での開催を断念した。工事は続行し、中国スーパーリーグチーム青島海牛足球倶楽部の新たなホームスタジアムとして使われるようになった。
サッカー場のデザインは海の「飛び跳ねる波」からインスピレーションを得ている。

## 開催イベント
- EAFF U15男子選手権 2023　決勝（2023年9月8日）
- 2026 FIFAワールドカップ・アジア3次予選 中国×インドネシア（2024年10月15日）